# Cinclosoma alisteri
La zordala de Nullarbor (Cinclosoma alisteri)  es una especie de ave paseriforme de la familia Psophodidae endémica de Australia. Es la única especie endémica de la llanura de Nullarbor, en el sur de Australia.